# Xã Lyra, Quận Blue Earth, Minnesota
Xã Lyra (tiếng Anh: Lyra Township) là một xã thuộc quận Blue Earth, tiểu bang Minnesota, Hoa Kỳ. Năm 2010, dân số của xã này là 327 người.